# Hurry Up Tomorrow
Cet article concerne l'album. Pour le film, voir Hurry Up Tomorrow (film).
Albums de The Weeknd
Dawn FM
(2022)
Singles
1. Timeless
Sortie : 27 septembre 2024
2. São Paulo (featuring Anitta)
Sortie : 30 octobre 2024

Hurry Up Tomorrow est le sixième album studio du chanteur canadien The Weeknd, publié sous les labels XO et Republic Records. C'est la conclusion de la trilogie d'albums qui débute avec After Hours et avec Dawn FM. Il sort le 31 janvier 2025. 
La sortie de l'album est accompagnée par celle d'un film du même nom.

## Contexte
Le 25 mars 2020, le chanteur présente cinq morceaux inédits lors d'une session live sur le réseau social Instagram, dont certains seraient destinés à l'album After Hours. Trois de ces chansons sont incluses dans l'édition deluxe de l'album. Cependant, les autres morceaux ne figurent ni dans After Hours (Deluxe) ni dans Dawn FM. L'un des morceaux présentés, The Abyss, réapparaît dans un teaser en images de synthèse pour Hurry Up Tomorrow publié le 23 juillet 2024. Une autre chanson, Take Me Back to LA, est à nouveau dévoilée lors d'un concert de Mike Dean en mars 2024, aux côtés d'un troisième morceau inédit, In Heaven, la propre interprétation de la chanson originale du film de 1977 Eraserhead,.
Deux ans après la sortie de son cinquième album Dawn FM, The Weeknd donne un premier aperçu de son prochain album en publiant les pochettes de ses deux précédents albums, ainsi qu'une image noire avec un point d'interrogation blanc au centre, accompagnée du chiffre 3 sur Instagram.
Il partage une série de trois teasers, en juillet en images de synthèse, intitulés « Il y a trois chapitres dans cette histoire », « Quand tu regardes longtemps l'abîme, l'abîme te regarde aussi » et « Certitude imprévue », le deuxième étant une citation de Friedrich Nietzsche,. Les teasers présentent une animation d'un jeune garçon, faisant penser au chanteur dans sa jeunesse, ainsi que des personnages issus d'autres albums tels que Trilogy, After Hours et Dawn FM. Des chansons y sont dévoilées ; The Abyss, Wake Me Up et Runaway, cette dernière ne faisant néanmoins pas partie de l'album mais d'une version digitale deluxe.
L'album sert de conclusion à une trilogie d'albums qui commence avec l'album After Hours. Les fans pensent que la trilogie s'inspire de la Divine Comédie de Dante Alighieri, en puisant largement dans ses thèmes, symboles et structure narrative, et en reflétant le voyage à travers l'Enfer (After Hours), le Purgatoire (Dawn FM) et le Paradis (Hurry Up Tomorrow).
Abel Tesfaye, de son vrai nom, annonce que cet album est le dernier sous son pseudonyme The Weeknd.

## Sortie
Le 31 janvier 2025, le chanteur publie quelques heures avant la sortie de l'album la pochette officielle de l'album, comprenant la tracklist de 22 morceaux, d'une durée totale d'une heure et 24 minutes. 
À 6h, heure française, l'album fait face dans toutes les plateformes de streaming, rassemblant plusieurs featurings d'artistes mondiaux tels que Travis Scott, Justice, Florence + The Machine, Future, Giorgio Moroder ou encore Lana Del Rey.

## Réception
Le site Metacritic, qui attribue une note sur 100 sur base de la moyenne de plusieurs critiques professionnelles, lui donne la note de 73, correspondant à un avis « généralement positif », sur la base de 12 critiques. Il s’agit de l'album le moins bien noté de la trilogie. Les critiques favorables soulignent notamment la qualité des productions et des nombreuses transitions présentes dans l’album, tandis que les avis plus mitigés pointent surtout sa longueur.

## Liste des titres
| No  | Titre                                                                 | Auteur | Producteurs                                                         | Durée |
| --- | --------------------------------------------------------------------- | --- | ------------------------------------------------------------------- | ----- |
| 1.  | Wake Me Up (featuring Justice)                                        | Rod Temperton, Abel Tesfaye, Ahmad Balshe, Gaspard Michel André Augé, John Padgett, Mike Dean, Vincent Taurelle, Xavier de Rosnay | The Weeknd, Justice, Mike Dean, Johnny Jewel                        | 5:08  |
| 2.  | Cry For Me                                                            | Ahmad Balshe, Abel Tesfaye, Curtis Fitzgerald Williams, Leland Wayne, Lynette K. Patterson, Mike Dean | The Weeknd, Metro Boomin, Mike Dean                                 | 3:44  |
| 3.  | I Can't Fucking Sing                                                  | Abel Tesfaye, Daniel Lopatin, Nathan Salon | The Weeknd, OPN, Nathan Salon                                       | 0:12  |
| 4.  | São Paulo (featuring Anitta)                                          | Abel Tesfaye, Agustinho Raphael Dos Santos, Andre Luiz Viegas, Everton Ramos De Araujo, Flavio Seraphim De Almeida, Larissa de Macedo Machado, Marcelo Nei Leal, Mike Dean, Sean Solymar, Tatiana Dos Santos Lourenco, Washington Luis Costa Vaz | The Weeknd, Mike Dean                                               | 5:01  |
| 5.  | Until We're Skin & Bones                                              | Abel Tesfaye, Daniel Lopatin, Nathan Salon | Abel Tesfaye, OPN, Mike Dean, Nathan Salon                          | 0:22  |
| 6.  | Baptized In Fear                                                      | Abel Tesfaye, Daniel Lopatin, Nathan Salon | The Weeknd, OPN, Mike Dean, Nathan Salon                            | 3:52  |
| 7.  | Open Hearts                                                           | Max Martin, Abel Tesfaye, Oscar Holter | Max Martin, Oscar Holter                                            | 3:54  |
| 8.  | Opening Night                                                         | Abel Tesfaye, Daniel Lopatin, Mike Dean, Patrick Edward Baker | The Weeknd, OPN, Mike Dean, Nathan Salon                            | 1:36  |
| 9.  | Reflections Laughing (featuring Travis Scott, Florence + the Machine) | Abel Tesfaye, Jacques Berman Webster III, Mike Dean | The Weeknd, Travis Scott, Mike Dean                                 | 4:51  |
| 10. | Enjoy The Show (featuring Future)                                     | Abel Tesfaye, J. Lloyd, Lydia Kitto, Mike Dean, Nayvadius Wilburn | The Weeknd, Mike Dean, Che' (Fuego 3000)                            | 5:01  |
| 11. | Given Up To Me                                                        | Abel Tesfaye, Daniel Lopatin, Dimitri Tiomkin, James Louis McCants, Leland Wayne, Mike Dean, Nayvadius Wilburn, Ned Washington | The Weeknd, Metro Boomin, Mike Dean, OPN                            | 5:54  |
| 12. | I Can't Wait To Get There                                             | Abel Tesfaye, Mike Dean, Peter Lee Johnson, Steven Franks, Tommy Brown, Tommy Parker | The Weeknd, Mike Dean, Tommy Brown, Tommy Parker, Peter Lee Johnson | 3:08  |
| 13. | Timeless (featuring Playboi Carti)                                    | Mark Williams (of Ojivolta), Raul Cubina (of Ojivolta), Abel Tesfaye, Tariq "BL$$D" Sharrieff, Devon Chisolm (Lawson), Jarrod "Twisco" Morgan, Jordan Terrell Carter, Kobe "BbyKobe" Hood, Mike Dean, Pharrell Williams                          | Pharrell Williams, Ojivolta, Mike Dean, Twisco                      | 4:16  |
| 14. | Niagara Falls                                                         | Abel Tesfaye, Kenneth Edmonds, Mike Dean | The Weeknd, Mike Dean                                               | 4:37  |
| 15. | Take Me Back To LA                                                    | Abel Tesfaye, Jason Quenneville, Mike Dean | The Weeknd, Mike Dean, DaHeala                                      | 4:13  |
| 16. | Big Sleep (featuring Giorgio Moroder)                                 | Abel Tesfaye, Daniel Lopatin, Giorgio Moroder, Mike Dean, Nathan Salon, Prince 85 | The Weeknd, Mike Dean, OPN, Giorgio Moroder, Prince 85              | 3:45  |
| 17. | Give Me Mercy                                                         | Max Martin, Abel Tesfaye, Daniel Lopatin, Oscar Holter | Abel Tesfaye, Max Martin, Oscar Holter                              | 3:36  |
| 18. | Drive                                                                 | Abel Tesfaye, Daniel Lopatin, Matt Cohn | The Weeknd, OPN, Matt Cohn                                          | 3:08  |
| 19. | The Abyss (featuring Lana Del Rey)                                    | Abel Tesfaye, Elizabeth Woolridge Grant, Mike Dean, Patrick Greenaway | The Weeknd, Mike Dean                                               | 4:42  |
| 20. | Red Terror                                                            | Abel Tesfaye, Daniel Lopatin | The Weeknd, OPN, Mike Dean, Cirkut                                  | 3:51  |
| 21. | Without a Warning                                                     | Abel Tesfaye, Daniel Lopatin, Darryl Howard, Isaac Brown, Tewodros Fantu, Thabo Publicover | The Weeknd, Teddy Fantum, Thabo                                     | 4:57  |
| 22. | Hurry Up Tomorrow                                                     | Abel Tesfaye | Jason "DaHeala" Quenneville, Mike Dean, OPN                         | 4:51  |

## Classements hebdomadaires
| Classement (2025)                   | Meilleure place |
| ----------------------------------- | --------------- |
| Allemagne (Media Control AG)        | 1               |
| Australie (ARIA)                    | 1               |
| Autriche (Ö3 Austria Top 40)        | 2               |
| Belgique (Flandre Ultratop)         | 1               |
| Belgique (Wallonie Ultratop)        | 1               |
| Canada (Canadian Albums Chart)      | 1               |
| Danemark (Tracklisten)              | 1               |
| Écosse (OCC)                        | 1               |
| Espagne (Promusicae)                | 4               |
| États-Unis (Billboard 200)          | 1               |
| États-Unis (Top R&B/Hip-Hop Albums) | 1               |
| Finlande (Suomen virallinen lista)  | 5               |
| France (SNEP)                       | 1               |
| Irlande (Irish Albums Chart)        | 1               |
| Italie (FIMI)                       | 2               |
| Japon (Oricon)                      | 22              |
| Norvège (VG-lista)                  | 1               |
| Nouvelle-Zélande (RIANZ)            | 1               |
| Pays-Bas (Mega Album Top 100)       | 1               |
| Royaume-Uni (UK Albums Chart)       | 1               |
| Royaume-Uni (R&B Albums)            | 1               |
| Suède (Sverigetopplistan)           | 3               |
| Suisse (Schweizer Hitparade)        | 2               |

## Certifications
| Pays          | Certification | Unités certifiées |
| ------------- | ------------- | ----------------- |
| France (SNEP) | Platine       | 100 000           |